# De ram en de geitenbok

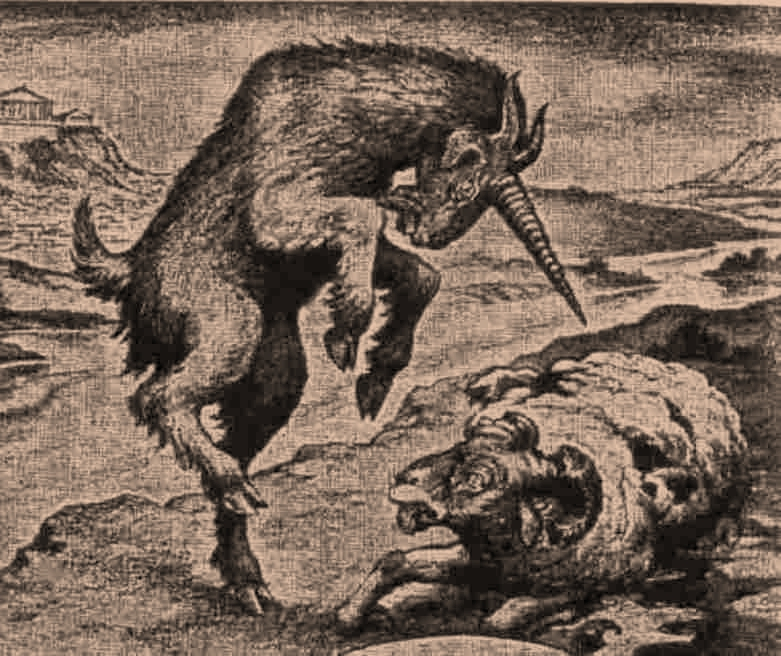
De ram en de geitenbok

De ram en de geitenbok is de naam van een visioen  in Daniël 8.

## Visioen
Volgens het verhaal zag Daniël bij het Ulaikanaal in Elam een ram met twee hoornen waarvan er één groter is dan de ander. Deze stootte naar het westen, noorden en zuiden en geen dier hield voor hem stand. Toen kwam er vanuit het westen een geitenbok met een opvallende hoorn tussen zijn ogen. Deze stormde woedend op de ram af, viel hem aan en brak daarbij zijn twee hoorns. De ram had te weinig kracht om weerstand te bieden. De bok wierp hem omver en vertrapte de ram.
De geitenbok maakte zichzelf bijzonder groot, maar op zijn hoogtepunt brak de grote hoorn af en ontstaan er vier nieuwe hoornen, die in de vier windrichtingen groeiden. Uit een ervan groeide een nieuwe hoorn, die in het begin klein was, maar die geweldig uitgroeide in de richting van het zuiden, het oosten en het Sieraadland. Hij groeide tot aan de hemelmachten en zorgde dat een deel van het sterrenleger naar de aarde viel en vertrapte het. Hij verhief zich tot de vorst van dit leger, waardoor de vorst het dagelijks offer werd ontnomen en zijn heiligdom werd neergehaald.

## Interpretatie
De ram met twee hoornen wordt geïnterpreteerd als het Perzische Rijk. De geitenbok met de opvallende hoorn als het Macedonische Rijk. De sterke hoorn (een van de vier nieuwe hoornen) wordt in het christendom soms geïnterpreteerd als een antichristelijke macht.
Het visioen vertoont overeenkomsten de vier koninkrijken van Daniël in Daniël 2 en 7. Ook het beest uit Openbaring 13 wordt wel in verband gebracht met de deze visioenen.